# Dorny Romero
Dorny Romero (ur. 24 stycznia 1998 w El Seibo) – dominikański piłkarz grający na pozycji napastnika w klubie Club Bolívar oraz reprezentacji Dominikany.

## Kariera
Dorny Romero rozpoczynał karierę w lokalnym klubie El Seibo. Później występował w rodzimych zespołach: Delfines del Este FC i Cibao FC. 4 września 2020 podpisał kontrakt z drugoligowym meksykańskim klubem Venados FC.
W reprezentacji Dominikany zadebiutował 16 lutego 2019 w meczu z Gwadelupą. Pierwszą bramkę zdobył w starciu z Saint Lucia.